# Lac d'Alzeta
Le lac d'Alzeta est un lac de Haute-Corse situé à 1 690 m au-dessus des bergeries du même nom, dans le massif du Monte Rinosu, sur les hauteurs du col de Vizzavona. Niché sur les flancs de la Punta di Zorpi (1 931 m), il fait face au Monte d'Oru (2 389 m). De taille et d'altitude relativement modestes, ce lac s'assèche souvent avant la fin de l'été.